# Rock Springs (Wisconsin)
Rock Springs è un comune degli Stati Uniti d'America, situato in Wisconsin, nella contea di Sauk.